# Ева Корпела
Ева Корпела (швед. Eva Korpela нар. 31 жовтня 1958) — шведська біатлоністка, володарка Великого кришталевого глобуса в сезонах 1985/1986 і 1986/1987, чемпіонка світу з біатлону.

## Життєпис
У 1980-х роках, Ева була однією з найуспішніших представниць жіночого біатлону. Вона показувала досить непогані результати як на кубкових змаганнях, так і на чемпіонатах світу.
У 1985 році вона була досить близькою до завоювання Великого кришталевого глобуса, однак поступилася норвезькій біатлоністці Санні Ґронлід. Вже у наступному сезоні 1985/1986 вона виборола Великий кришталевий глобус, перервавши трирічне домінування норвежок, тим самим ставши першою шведкою — володаркою цього титулу. У сезоні 1986/1987 вона повторила своє торішнє досягнення і вперше в історії біатлону стала дворазовою володаркою Великого кришталевого глобуса.
У 1985 році Корпела завоювала свою першу медаль чемпіонатів світу, це була бронза в індивідуальній гонці на 10 км, а наступного року вона виборола свою першу і єдину золоту медаль в тій же індивідуальній гонці на чемпіонату світу, що проходив у шведському Фалуні. Також їй вдалося здобути срібло в естафеті і бронзу в спринті. Наступні чемпіонати світу також були успішними в її кар'єрі.

## Загальний залік в Кубку світу
- 1984–1985 — -е місце
- 1985–1986 — -е місце
- 1986–1987 — -е місце

- результати чемпіонатів світу з біатлону [Архівовано 25 грудня 2017 у Wayback Machine.]